# Atractodes spiniger
Atractodes spiniger is een insect dat behoort tot de orde vliesvleugeligen (Hymenoptera) en de familie van de gewone sluipwespen (Ichneumonidae). De wetenschappelijke naam van de soort werd voor het eerst geldig gepubliceerd door Samuel Constantinus Snellen van Vollenhoven in 1878. Hij beschreef de soort aan de hand van een mannelijk specimen dat was verzameld in de buurt van Leiden.